# أمينة (فلم 2012)
أمينة هو فيلم درامي نيجيري صدرَ عام 2012 من تأليف وإنتاج وإخراج كريستيان أشيكو وبطولة أوموتولا جالاد إكيندي وفان فيكر وأليسون كارول.

## طاقم التمثيل
- أوموتولا جالاد إكيندي في دور أمينة
- فيل جونسون في دور الدكتور جونسون
- فان فيكر في دور مايكل
- فينسينت راجان
- أليسون كارول في دور لوسي
- سوزان ماكلين في دور الممرضة

## الاستقبال
تلقى فيلمُ أمينة مراجعات ما بين متوسّطة إلى سلبية؛ حيثُ انتقد العديد من النقاد سيناريو الفيلم ككل، وقيَّم موقع نوليود فور إيفر (بالإنجليزية: NollywoodForever) الفيلم بنسبة 45% كما أبدى تعليقًا سلبيًا بشكلٍ عام عن الفيلم.